# Wimbledon 1955
De 69e editie van het Britse grandslamtoernooi, Wimbledon 1955, werd gehouden van maandag 20 juni tot en met zaterdag 2 juli 1955. Voor de vrouwen was het de 62e editie van het graskampioenschap. Het toernooi werd gespeeld bij de All England Lawn Tennis and Croquet Club in de wijk Wimbledon van de Britse hoofdstad Londen. De titels in het enkelspel werden gewonnen door Tony Trabert en Louise Brough.
Op de enige zondag tijdens het toernooi (Middle Sunday) werd traditioneel niet gespeeld.
Het toernooi van 1955 trok 287.362 toeschouwers.

## Belangrijkste uitslagen
Mannenenkelspel

Finale: Tony Trabert (VS) won van Kurt Nielsen (Denemarken) met 6-3, 7-5, 6-1 
Vrouwenenkelspel

Finale: Louise Brough (VS) won van Beverly Baker-Fleitz (VS) met 7-5, 8-6 
Mannendubbelspel

Finale: Rex Hartwig (Australië) en Lew Hoad (Australië) wonnen van Neale Fraser (Australië) en Ken Rosewall (Australië) met 7-5, 6-4, 6-3 
Vrouwendubbelspel

Finale: Angela Mortimer (VK) en Anne Shilcock (VK) wonnen van Shirley Bloomer (VK) en Patricia Ward (VK) met 7-5, 6-1 
Gemengd dubbelspel

Finale: Doris Hart (VS) en Vic Seixas (VS) wonnen van Louise Brough (VS) en Enrique Morea (Argentinië) met 8-6, 2-6, 6-3 
Meisjesenkelspel

Finale: Sheila Armstrong (VK) won van Béatrice de Chambure (Frankrijk) met 6-2, 6-4 
Jongensenkelspel

Finale: Michael Hann (VK) won van Jan-Erik Lundqvist (Zweden) met 6-0, 11-9 
Dubbelspel bij de junioren werd voor het eerst in 1982 gespeeld.

## Toeschouwersaantallen
|           |        | Eerste week |         | Tweede week |
| --------- | ------ | ----------- | ------- | ----------- |
| Maandag   |        | 21.203      |         | 27.144      |
| Dinsdag   | 23.045 | 23.577      |         |             |
| Woensdag  | 32.120 | 23.934      |         |             |
| Donderdag | 28.360 | 19.794      |         |             |
| Vrijdag   | 26.316 | 17.330      |         |             |
| Zaterdag  | 28.163 | 16.376      |         |             |
| Zondag    | –      | –           |         |             |
| Totaal    |        | 287.362     | 287.362 | 287.362     |

1877 · 1878 · 1879 · 1880 · 1881 · 1882 · 1883 · 1884 · 1885 · 1886 · 1887 · 1888 · 1889 · 1890 · 1891 · 1892 · 1893 · 1894 · 1895 · 1896 · 1897 · 1898 · 1899 · 1900 · 1901 · 1902 · 1903 · 1904 · 1905 · 1906 · 1907 · 1908 · 1909 · 1910 · 1911 · 1912 · 1913 · 1914 · 1915–1918 · 1919 · 1920 · 1921 · 1922 · 1923 · 1924 · 1925 · 1926 · 1927 · 1928 · 1929 · 1930 · 1931 · 1932 · 1933 · 1934 · 1935 · 1936 · 1937 · 1938 · 1939 · 1940–1945 · 1946 · 1947 · 1948 · 1949 · 1950 · 1951 · 1952 · 1953 · 1954 · 1955 · 1956 · 1957 · 1958 · 1959 · 1960 · 1961 · 1962 · 1963 · 1964 · 1965 · 1966 · 1967
↓ open tijdperk ↓
1968 (m-v-md-vd-gd) · 1969 (m-v-md-vd-gd) · 1970 (m-v-md-vd-gd) · 1971 (m-v-md-vd-gd) · 1972 (m-v-md-vd-gd) · 1973 (m-v-md-vd-gd) · 1974 (m-v-md-vd-gd) · 1975 (m-v-md-vd-gd) · 1976 (m-v-md-vd-gd) · 1977 (m-v-md-vd-gd) · 1978 (m-v-md-vd-gd) · 1979 (m-v-md-vd-gd) · 1980 (m-v-md-vd-gd) · 1981 (m-v-md-vd-gd) · 1982 (m-v-md-vd-gd) · 1983 (m-v-md-vd-gd) · 1984 (m-v-md-vd-gd) · 1985 (m-v-md-vd-gd) · 1986 (m-v-md-vd-gd) · 1987 (m-v-md-vd-gd) · 1988 (m-v-md-vd-gd) · 1989 (m-v-md-vd-gd) · 1990 (m-v-md-vd-gd) · 1991 (m-v-md-vd-gd) · 1992 (m-v-md-vd-gd) · 1993 (m-v-md-vd-gd) · 1994 (m-v-md-vd-gd) · 1995 (m-v-md-vd-gd) · 1996 (m-v-md-vd-gd) · 1997 (m-v-md-vd-gd) · 1998 (m-v-md-vd-gd) · 1999 (m-v-md-vd-gd) · 2000 (m-v-md-vd-gd) · 2001 (m-v-md-vd-gd) · 2002 (m-v-md-vd-gd) · 2003 (m-v-md-vd-gd) · 2004 (m-v-md-vd-gd) · 2005 (m-v-md-vd-gd) · 2006 (m-v-md-vd-gd) · 2007 (m-v-md-vd-gd) · 2008 (m-v-md-vd-gd) · 2009 (m-v-md-vd-gd) · 2010 (m-v-md-vd-gd) · 2011 (m-v-md-vd-gd) · 2012 (m-v-md-vd-gd) · 2013 (m-v-md-vd-gd) · 2014 (m-v-md-vd-gd) · 2015 (m-v-md-vd-gd) · 2016 (m-v-md-vd-gd) · 2017 (m-v-md-vd-gd) · 2018 (m-v-md-vd-gd) · 2019 (m-v-md-vd-gd) · 2020 · 2021 (m-v-md-vd-gd) · 2022 (m-v-md-vd-gd) · 2023 (m-v-md-vd-gd) · 2024 (m-v-md-vd-gd)
Lijst van Wimbledonwinnaars · Toernooien per editie